# Janelle Salaün
Janelle Illona Salaün, född 5 september 2001 i Paris, är en fransk basketspelare som spelar som small forward och power forward.
Hon deltog vid de olympiska sommarspelen 2024 i Paris, där Salaün var med och bärgade silvermedalj med det franska basketlandslaget.
Salaün var också med och spela hem bronsmedalj till Frankrike vid 2023 års Europamästerskapet i basket för damer.
Hon är syster till Tidjane Salaün.